# Matteo Carreri

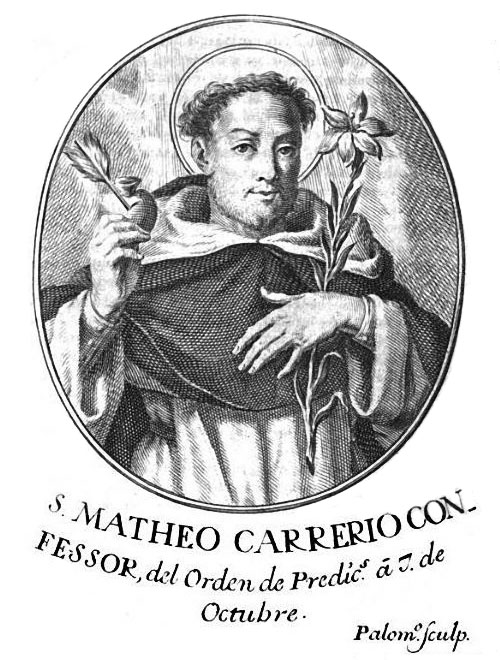
Sel. P. Matteo Carreri OP, Bekenner, Stich von Juan Bernabé Palomino

Matteo Carreri OP, geboren als Gian Francesco Carreri (zwischen 1420 und 1425 in Mantua – 5. Oktober 1470 in Vigevano), war ein italienischer Dominikaner und Ordenspriester, der 1625 seliggesprochen wurde.

## Leben und Werk
Carreri entstammte einer adligen Familie aus Mantua und soll als Kind engelhaft ausgesehen haben. Die Schönheit seines Körpers und die Güte seines Herzens führte ihn in einige Verwirrungen, doch konnte er sie mit der Gnade Gottes überwinden. 
Im Alter von zwanzig Jahren trat Cerreri in den Konvent Santa Maria degli Angeli der Dominikaner in der Nähe seiner Heimatstadt ein und nahm den Ordensnamen Matteo an. Während des Noviziats musste der Ordensvater die überbordende Begeisterung Bruder Matteos abmildern. Dieser wurde zum Priester geweiht und war viele Jahre lang Novizenmeister. Er übte sich in Gebet, Buße und Studium, bereitete sich so vor auf die Jahre als Prediger, in welchen er die Gläubigen der Lombardei, der  Toskana, von Ligurien und Veneto bestärkte und die Zweifelnden bekehrte. Die Passion Christi stand im Mittelpunkt seiner Predigten. Pater Matteo wurde nach Soncino in der Provinz Cremona entsandt, später nach Vigevano. In all diese Konvente brachte er einen neuen Geist der Bescheidenheit und Strenge der Observanz. Mit deutlichen Worten verurteilte er die Entweihung der Festtage und die Hingabe an Müßiggang und Amüsement.
P. Matteo soll die Wundmale Christi getragen haben und der geistliche Vater der hl. Stephana Quinzani gewesen sein. Diese trat zwei Jahre nach seinem Tod den Terziarinnen in Crema bei und gründete dreizehn Jahre später in Soncino ein Kloster des Dritten Ordens von der Buße des hl. Dominikus, das sie bis zu ihrem Tode leitete.
P. Matteo starb am 5. Oktober 1470 in Vigevano. Seinem Tod sollen viele Wunder gefolgt sein. Seine Reliquien befinden sich in San Pietro Martire.

## Kanonisierung
1482 erhielten die Bewohner Vigevanos von Papst Sixtus IV. das Recht, Pater Matteos in der Liturgie zu gedenken. 1518 erklärten sie ihn zum Schutzpatron der Stadt. Am 2. Dezember 1625 sprach Papst Urban VIII. P. Matteo Carreri OP selig. Sein Gedenktag ist der 5. Oktober. 